# FynBus
FynBus er et trafikselskab, der ejes af ni fynske kommuner, samt af Region Syddanmark. Ærø Kommune varetager selv den offentlige buskørsel på Ærø. Selskabet blev stiftet den 1. januar 2007, som et led i strukturreformen, der blandt andet krævede at der blev dannet trafikselskaber over hele landet, til at varetage den kollektive trafik i regioner og kommuner.
Oprindelig var FynBus betegnelsen for de fynske rutebiler, men pr. 1. januar 2007 blev FynBus til et rigtigt trafikselskab og har i dag ansvaret for driften af regionalbusser, bybusser, Odense Letbane og lokalbusser på på Fyn og Langeland.
Fynbus Kundecenter er placeret ved Odense Banegård Center ved plads Nord eller ved togperron ved spor 7 og 8. Hovedkontoret har adresse på Tolderlundsvej 9 i Odense C.
Kørslen for FynBus udføres bl.a. af Keolis og Tide samt en række mindre, lokale entreprenører. Keolis har kontrakt på bybuskørslen i Odense samt på Odense Letbane, og Tide står for den regionale buskørsel.
FynBus har ligesom de øvrige trafikselskaber i Danmark aktier og er medejere af Rejsekort & Rejseplan A/S. Den kollektive trafik bliver i den vestlige del af Region Syddanmark varetaget af Sydtrafik.

## Produkter

### Bybusser
FynBus har ansvaret for bybusdriften i byerne Odense, Svendborg, Nyborg og Middelfart. I disse byer kører der reelle bybussystemer hvoraf Odense og Svendborg er de største af systemerne. I Nyborg køres der to linjer. I Middelfart kører der 3 linjer.

### Regionale ruter
FynBus har ansvaret for de regionale busruter. Disse busruter binder byerne på Fyn sammen på kryds og tværs af de større byer hvoraf Odense er det største udgangspunkt med ruter til nærmest alle byer på Fyn. Af eksempler på disse ruter kan nævnes linje 195 der kører imellem Odense og Nyborg via de mindre byer på strækningen som toget ikke betjener, eller rute 400A der kører fra Odense til Faaborg

#### Regionale Natbusser
På Fyn er det de regionale ruter der står for Natbustrafikken, ruterne kører ud af Odense og kører til de større byer rundt på Fyn udover ruterne der kører ud af Odense kører linje 800A mellem Nyborg - Svendborg - Faaborg også natbusafgange. Natafgange er foruden linjenummeret skiltet med et "N".

### Lokalruter
Dette er ruter der primært er indrettet efter de kommunale skolers ringetider, de drives af kommunerne. Almindelige passagerer kan også benytte disse ruter ved behov. Denne type ruter kører udelukkende på skoledage og ikke i ferier og på helligdage.

### Andre regionalruter
Udover natbusser, bybusser og de Regionale busser så driver Fynbus også et koncept med hurtigbusser til og fra ungdomsuddannelserne rundt på Fyn og Erritsø(Fredericia) i Jylland, dette buskoncept var tidligere døbt U-ruter. U'et er nu fjernet, for at tydeliggøre at også andre passagerer end studerende kan tage disse busser. Ruterne kører ligesom Lokalruter udelukkende på skoledage.

## Jernbanedrift på Fyn
Fynbus driver ingen jernbanedrift på Fyn. Jernbanedriften på Fyn er udliciteret til GoCollective på Svendborgbanen. Danske Statsbaner driver Intercitytrafikken samt den regionale togtrafik til Fredericia hvor de regionale tog så betjener de mindre byer undervejs over Vestfyn.

## Administrativt

### Bestyrelsen
FynBus ledes overordnet set af en bestyrelse bestående af repræsentanter fra de fynske kommuner, samt region Syddanmark. Med undtagelse af de to regionale repræsentanter i bestyrelsen, er de øvrige bestyrelsesmedlemmer valgt af repræsentantskabet. Klima- og Miljørådmand Tim Vermund (A) fra Odense Kommune er bestyrelsesformand.
Udover bestyrelsen skal drøfte, hvad der sker i Fynbus på nuværende basis og i tidligere perioder skal bestyrelsen også skabe mobilitetsplaner for en sammenhængende kollektivtrafik på Fyn og Langeland.

### Udbud af kørslen
Fynbus står ikke selv for selve busserne og deres chauffører. Alle ruter bliver nemlig kørt på udbud, som vognmænd har budt ind på, hvor et givent selskab vinder kørslen. Operatører i Fynbus er bl.a. TideBus, og Keolis.

### Passagertal i Fynbus
Fynbus i tal fra bestyrelsesmødet den 10 December 2021.
| Fynbus i tal         | 2019       | 2020       | 2021       |
| -------------------- | ---------- | ---------- | ---------- |
| Passagertal i busser | 14.521.000 | 9.472.000  | 13.678.000 |
| Køreplantimer        | 613.716    | 612.621    | 597.049    |
| KøreplanKM           | 18.478.905 | 18.488.724 | 18.203.786 |

## Ærø meldte sig ud

### Ærø
Ærø har flere gange erklæret at de ville melde sig ud af Fynbus. Første gang var i 2008 kort efter Strukturreformen der pålagde kommuner at være medlem af minimum et trafikselskab. Kommunen var utilfreds over at Fynbus ville lukke den ene af Ærøs 2 busruter samt skære i busruten på den tilbageværende rute 790. Cirka et års tid efter og at havde givet Transportministeriet besked fik Ærø afslag på udmeldelse fra Fynbus med begrundelse i loven om trafikselskaber og Strukturreformen. Men Ærø fik hul igennem til sidst og i 2012 gjorde folketinget det muligt for Ø kommuner uden fast forbindelse at melde sig ud af de Regionale trafikselskaber for at drive sin egen transport. Ærø meldte sig ud af Fynbus i 2015 og driver fortsat sin egen busdrift der endda er gratis at kører med og har været det siden 2011.

## Billetmuligheder
- Rejsekort: Kan benyttes hos nærmest alle trafikselskaber i Danmark.
- Kontantbillet: Købes på stationer eller direkte i bussen
- Pendlerkort: For dig der rejser mere end 3 gange om ugen
- Dagsbillet: Giver adgang til transport på Fyn for 75 kr. og gælder købsdagen til kl. 03.59 den næste dag.
- Ung Odense og Odense Nu: For en flad 10'er kan du kører med bus og letbane, hvis du er mellem 15 og 25. Er du 26 eller derover giver billetten Odense Nu adgang til det samme for 15 kr. Billetterne gælder kun i Odense Kommune.

## Galleri
- Busser på vej ud af Odense Banegård
- Regionale busruter på Odense Banegård
- Odense Bybus på Linje 81 ved Odense Banegård
- Odense Banegård Letbanestop og bus fra Fynbus
- Odense Bybusser ved Odense Banegård
- Rutebil på Nørregade i odense